# 阿盧瓦倫
阿盧瓦倫（西班牙語：Alubarén），是洪都拉斯的城鎮，位於該國中部，由弗朗西斯科-莫拉桑省負責管轄，始建於1889年，面積47.53平方公里，海拔高度342米，2001年人口4,953，人口密度每平方公里104.21人。
13°48′N 87°28′W / 13.800°N 87.467°W